# 563 Suleika
Az 563 Suleika egy a Naprendszer kisbolygói közül, amit Paul Götz fedezett fel 1905. április 6-án.